# Вернер фон дер Шуленбург
Леополд Вилхелм Вернер фон дер Шуленбург (на немски: Leopold Wilhelm Werner Graf von der Schulenburg; * 2 август 1841, Пропстай Залцведел; † 28 септември 1913, Пропстай Залцведел) е наследствен кухненски майстер, пруски политик и майор, от (1880) 1881 до 1912 г. съветник на окръг Залцведел, правен-рицар на Йоанитския орден и член на „Пруския Херенхауз“. Между 1890 и 1893 г. той е член на немския Райхстаг за Магдебург и Залцведел, Гарделеген и Немската консервативна партия. От 1882 го 1890 г. е член на Провинциалното народно събрание на Саксония.

## Произход
Той е син на наследствения кухненски майстер фрайхер Вилхелм фон дер Шуленбург (1806 – 1883) и втората му съпруга Клара Августа Амалия Хенриета фон Латорф (1819 – 1890), дъщеря на кралския пруски камерхер Карл Матиас фон Латорф, господар на имението Кликен-Оберхоф, и фрайин Амалия фон Хоувалд-Щраупитц.

## Фамилия
Вернер фон дер Шуленбург се жени на 15 април 1879 г. в Берлин за Елиза фон Вутенау (* 1 август 1856, Грос Пашлебен; † 4 септември 1941, Бетцендорф), дъщеря на Федор фон Вутенау, господар на Грос-Пашлебен, и на Луиза фон Котце (род Грос-Гермерслебен). Те имат седем деца:
- Фридрих Вилхелм Ханс Йоахим фон дер Шуленбург (* 12 февруари 1880, Потсдам; † 7 юни 1924, Бад Наухайм), граф, женен за Матилда фон Нойман (* 11 декември 1887; † 20 юли 1949)
- Юлиус Федор Албрехт фон дер Шуленбург (* 18 януари 1881, Пропстай Залцведел; † 4 септември 1965, Бад Залцуфлен), женен за Ерика Ганс цу Путлитц (* 28 май 1890; † 23 април 1978)
- Клара Елиза Гизела фон дер Шуленбург (* 11 април 1883, Пропстай Залцведел; † 13 юни 1971, Вердол), омъжена за Ернст Финк фон Финкенщайн (* 7 август 1862; † 11 април 1948)
- Мария Берта Аделхайд фон дер Шуленбург (* 24 септември 1884, Бетцендорф; † 31 май 1893, Бетцендорф)
- Вернер Вилхелм Егберт фон дер Шуленбург (* 3 февруари 1888, Бетцендорф; † 19 юли 1963, Бад Салзуфлен), граф, женен за фрайин Гизела фон Енде (* 4 септември 1897, Потсдам)
- Анна София Армгард фон дер Шуленбург (* 13 юли 1889, Бетцендорф; † 7 юни 1957, Бад Наухайм), омъжена за фрайхер Фолпрехт Ридезел-Айзенбах (* 4 август 1880; †31 август 1947)
- Йоахим Албрехт Лудолф Ведиге фон дер Шуленбург (* 14 август 1896, Бетцендорф; † 13 април 1977, Еутин), граф, женен за Криста фон Бандемер (* 5 юни 1911; † 11 януари 1947)

## Галерия
- Чифлик в Бетцендорф
- Пропстай Залцведел, Саксония-Анхалт
- Построената от него къща в Бетцендорф през 1891 г. 
(Гьотестр. 23)